# Helmut Marmulla
Helmut Marmulla (* 7. April 1933 in Bochum; † 20. September 1997) war ein deutscher Politiker (SPD).

## Leben und Beruf
Nach dem Besuch der Volksschule war Marmulla zunächst als Landwirtschaftsgehilfe tätig und absolvierte dann eine Schuhmacherlehre. Ab 1952 war er in Recklinghausen als Angestellter im Bergbau beschäftigt. Er war Mitglied im Hauptvorstand der IG Bergbau. Marmulla gehörte seit 1954 der SPD an.
Er war verheiratet und hatte zwei Kinder.

## Abgeordneter
Vom 30. Mai 1985 bis zum 31. Mai 1995 war Marmulla Mitglied des Landtags des Landes Nordrhein-Westfalen. Er wurde jeweils im Wahlkreis 085 Recklinghausen V direkt gewählt.
Von 1964 bis 1989 war er Mitglied des Rates der Stadt Recklinghausen. Dem Kreistag des Kreises Recklinghausen gehörte er von 1975 bis 1994 an.

## Öffentliche Ämter
Von 1975 bis 1994 war er Landrat des Kreises Recklinghausen.

## Sonstiges
Am 9. August 1989 wurde ihm das Bundesverdienstkreuz 1. Klasse verliehen. Außerdem erhielt er weitere Auszeichnungen z. B. von der Landsmannschaft der Oberschlesier, des Deutschen Feuerwehrverbandes und des Deutschen Gehörlosenverbandes.